# Mânjești (Vaslui)
Mânjești es una localidad rumana de la comuna de Muntenii de Jos, en el condado de Vaslui.

## Toponimia
El nombre del lugar puede encontrarse escrito con las grafías Mînjeşti y Mânjești.

## Historia
Hacia finales del siglo XIX, la localidad, que ya por entonces pertenecía al condado de Vaslui, formaba parte de la comuna homónima de Mînjești y tenía contabilizada una población de 936 habitantes.
En la segunda mitad del siglo XX la localidad había pasado a formar parte de la comuna de Muntenii de Jos. En el censo de 2021 la localidad tenía una población de 663 habitantes.